# Berlingozzo
Le berlingozzo est un dessert cuit au four typique de la Toscane, qui a une forme de beignet. Il est également très répandu dans le nord de l'Ombrie, notamment dans la haute vallée du Tibre où une fête villageoise est dédiée au berlingozzo à Pitigliano, hameau de la commune de San Giustino.

## Étymologie
Son nom dérive de berlingaccio, un terme qui désignait le jeudi gras et un masque et un costume au XVe siècle. Le verbe berlingare signifiait s'amuser et s'amuser à table : mentionné par des poètes du XVIe siècle, il semble qu'il était aussi en usage à la cour de Cosme Ier de Toscane à Florence.

## Ingrédients
Les ingrédients utilisés sont des jaunes d'œufs, de la farine, du sucre, de la levure chimique, un zeste de citron et/ou d'orange râpé, du beurre et un peu de lait.